# Stéphane Kipré
Stéphane Kipré  est un homme politique ivoirien, né le 6 mai 1980 à Bouaké.

## Biographie

### Famille
Stéphane Kipré naît le 6 mai 1980 à Bouaké. Son père, Sylvestre Dogbo Kipré, est préfet de région, et sa mère Odette Akissi N'Guessan, exerça en tant qu'économe des établissements publics de l'enseignement secondaire. Sa sœur aînée Marina Kipré, très souvent à ses côtés, est également engagée en politique.

### Vie privée
Lors de son séjour universitaire aux États-Unis au début des années 2000, Stéphane Kipré fait la connaissance de Gado Marie-Laurence Gbagbo, fille du président Laurent Gbagbo, qu'il épouse le 29 juin 2007 à l'hôtel communal de Cocody, construisent une famille de trois enfants et 15 ans plus tard, à la demande de son épouse, ils divorcent.

### Études
Durant son exil, il décroche un master ingénierie en analyse financière option Forex en décembre 2012 et un MBA en management général et stratégique en octobre 2019 à Paris Sorbonne.

### Parcours politique
En 2004, il est militant et président de la jeunesse du Mouvement des Forces d'Avenir (MFA) présidé à l'époque par Anaky Kobéna.
En juillet 2007, après son mariage avec une des filles de Laurent Gbagbo, il crée son propre parti politique dénommé UNG (Union des nouvelles générations). À l'occasion de l'élection présidentielle de 2010, l'UNG rejoint la majorité présidentielle de son beau-père Laurent Gbagbo, le président sortant. En avril 2011, dans un contexte de crise post-électorale, il quitte la Côte d'Ivoire.
En 2018, il est amnistié après avoir été accusé de tentative de déstabilisation,.
En mai 2021, il rentre en Côte d'Ivoire. Le 25 septembre 2021, dans l'optique de répondre à l'appel de la création d'un nouveau parti par Laurent Gbagbo (le PPA-CI, Parti des peuples africains – Côte d'Ivoire), son parti est dissout au cours d'un congrès extraordinaire tenu à la fondation Félix Houphouët-Boigny de Yamoussoukro,. Au sein du PPA-CI, il siège dans les instances dirigeantes en occupant les postes de membre du Conseil Stratégique et Politique et de vice-président exécutif en charge de l'implantation du parti sur le territoire national,.
En juin 2022, il annonce sa proposition de candidature à son parti pour les élections régionales de septembre 2023 du Haut-Sassandra. Néanmoins, le PPA-CI et le PDCI cherchent à nouer une alliance nationale pour ces élections et Kipré est opposé pour l'investiture à Alphonse Djédjé Mady, président sortant du Conseil régional et membre du PDCI. Kipré se désiste et Alphonse Djédjé Mady est nommé tête de liste. Stéphane Kipré est présent sur la liste. Sa liste obtient 39,91 % des voix et est battue par celle de Mamadou Touré du Rassemblement des houphouëtistes pour la démocratie et la paix (RHDP) (58,65 %),,.

### Carrière professionnelle
Stéphane Kipré est un homme d'affaires qui, avec trois associés, créa la Mecaf, une société de mécanique, métallurgie, électricité, chaudronnerie en 2004 et est aujourd'hui à la tête du groupe SK Global Investment, spécialisé dans la finance, les BTP, les mines, l'agriculture et le digital,,.

### Religion

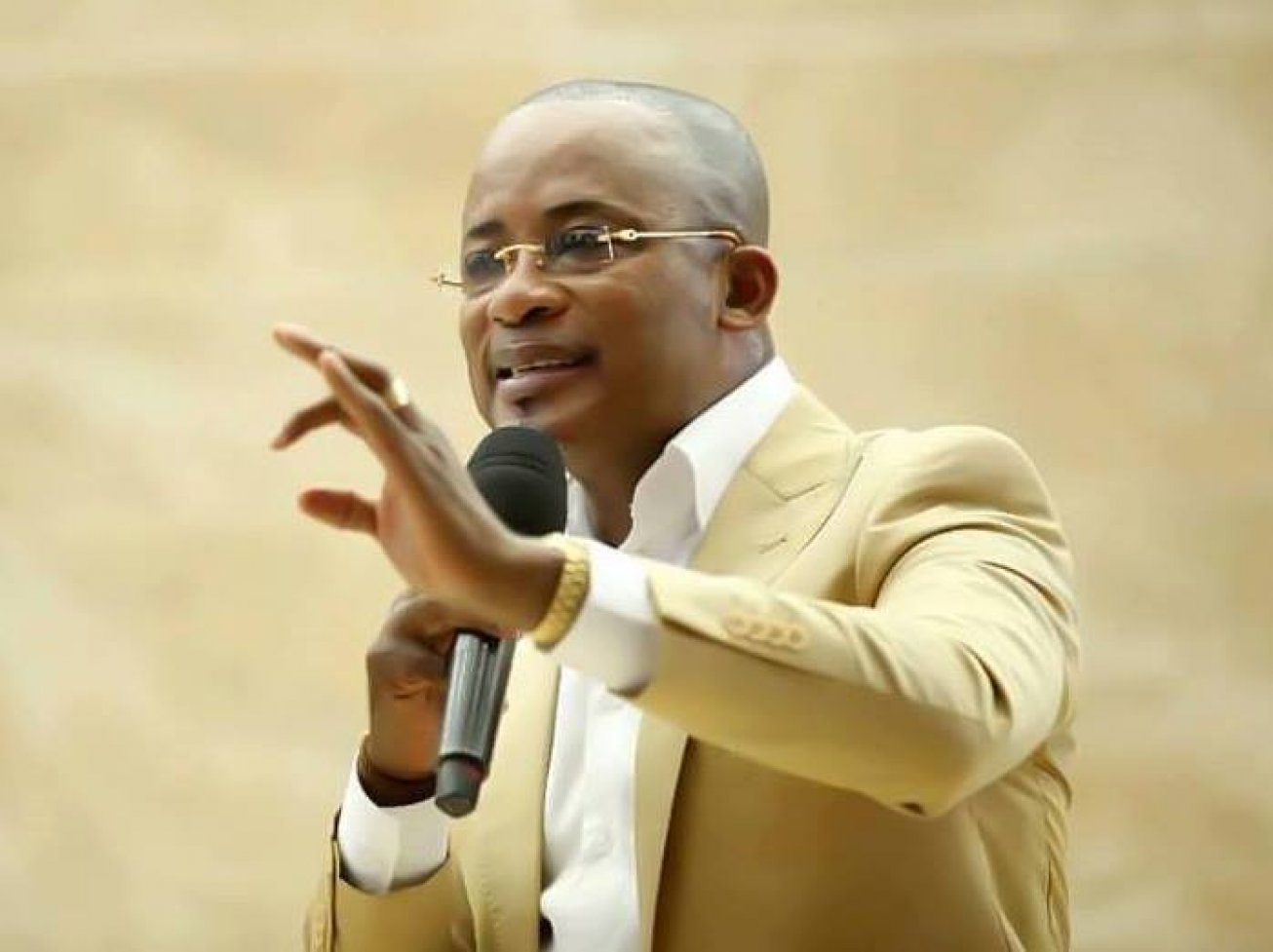
L'Archeveque KODJA

Chrétien évangélique, Stéphane Kipré est, selon l'annonce de l'archevêque Guy Vincent Kodja , sur le point d'être consacré pasteur de son église appelée le temple des « Leaders ».

## Publications
- 2020 - De moi, de toi, de la Côte d'ivoire